# Alberto Ortega Martín
Alberto Ortega Martín (né le 14 novembre 1962) est un prélat espagnol de l'Église catholique qui travaille au service diplomatique du Saint-Siège.

## Biographie
Alberto Ortega Martín est né à Madrid, Espagne, le 14 novembre 1962. Il est ordonné prêtre de l'archidiocèse de Madrid le 28 avril 1990 par le cardinal Ángel Suquía Goicoechea

## Carrière diplomatique
Le 1er juillet 1997, il rejoint le service diplomatique du Saint-Siège et travaille au Nicaragua (en), en Afrique du Sud et au Liban (en). À partir de 2004, il travaille à Rome à la Secrétairerie d'État, où il se voit confier en 2007 la responsabilité de la représentation du Saint-Siège en Afrique du Nord et dans la péninsule arabique. Il travaille notamment sur les négociations visant à résoudre le conflit israélo-palestinien.
Le 1er août 2015, le pape François le nomme archevêque titulaire de Midila (de) et nonce apostolique en Jordanie (en) et en Irak (en). Il reçoit sa consécration épiscopale le 10 octobre 2015 des mains du cardinal Pietro Parolin.
Le 7 octobre 2019, il est nommé nonce apostolique au Chili (en). Il arrive au Chili au plus fort de la crise des abus cléricaux dans ce pays, qui déclenche la démission massive de tout l'épiscopat local.
Le 14 mai 2024, il est nommé nonce au Venezuela (en). Le 14 août, il présente ses lettres de créance à Nicolás Maduro.